# دیدارهای فوتبال ایالات متحده آمریکا و ایران
تیم ملی ایران و تیم ملی ایالات متحده آمریکا تاکنون ۳ بار در مقابل یکدیگر قرار گرفته‌اند که حاصل این بازی‌ها ۱ برد برای تیم ملی ایران، ۱ برد برای تیم ملی ایالات متحده آمریکا و یک تساوی بوده‌است.
در این بازیها ۶ گل به ثمر رسیده که سهم هر تیم ۳ گل است.

## اولین بازی
اولین بازی بین این دو تیم در تاریخ ۳۱ خرداد ۱۳۷۷ در چارچوب رقابت‌های جام جهانی ۱۹۹۸ در شهر لیون، فرانسه به مصاف هم رفتند که این دیدار با نتیجه ۲ بر ۱ به سود ایران به پایان رسید.
این بازی به دلیل تنش‌های سیاسی دو کشور به مدت نزدیک به ۲۰ سال به بازی قرن معروف شد. فیفا به دلیل رعایت اخلاق ورزشی حین بازی، جایزه بازی جوانمردانه را به فدراسیون‌های فوتبال دو کشور اهدا کرد.

## بررسی کلی بازیها
| بردهای ایران               | ۱ بازی |                           | گل‌های ایران | ۳ گل                                      |        | بازی‌های برگزار شده در ایران | ۰ بازی |
| مساوی                      | ۱ بازی | گل‌های ایالات متحده آمریکا | ۳ گل        | بازی‌های برگزار شده در کشور بی‌طرف          | ۲ بازی |                             |        |
| بردهای ایالات متحده آمریکا | ۱ بازی |                           |             | بازی‌های برگزار شده در ایالات متحده آمریکا | ۱ بازی |                             |        |
| مجموع بازی‌ها               | ۲ بازی | مجموع گل‌ها                | ۶ گل        | مجموع بازی‌ها                              | ۳ بازی |                             |        |

## عنوان بازی‌ها
| #   | عنوان بازی       | تعداد بازی | برد ایران | برد ایالات متحده آمریکا | مساوی |
| --- | ---------------- | ---------- | --------- | ----------------------- | ----- |
| ۱   | جام جهانی فوتبال | ۲          | ۱         | ۱                       | -     |
| ۲   | دوستانه          | ۱          | -         | -                       | ۱     |
| جمع | جمع              | ۳          | ۱         | ۱                       | ۱     |

| عملکرد دو تیم در بازی‌های رسمی | عملکرد دو تیم در بازی‌های رسمی | عملکرد دو تیم در بازی‌های رسمی | عملکرد دو تیم در بازی‌های رسمی |
| ----------------------------- | ----------------------------- | ----------------------------- | ----------------------------- |
| بازی                          | برد ایران                     | برد ایالات متحده آمریکا       | مساوی                         |
| ۲ بازی                        | ۱ بازی                        | ۱ بازی                        | ۰ بازی                        |

## میزبان و میهمان
| بازیهایی که در ایران برگزار شده‌است               | بازیهایی که در ایران برگزار شده‌است | بازیهایی که در ایران برگزار شده‌است | بازیهایی که در ایران برگزار شده‌است |
| تیم                                              | برد                                | مساوی                              | باخت                               |
| ------------------------------------------------ | ---------------------------------- | ---------------------------------- | ---------------------------------- |
| ایران                                            | ۰                                  | ۰                                  | ۰                                  |
| ایالات متحده آمریکا                              | ۰                                  | ۰                                  | ۰                                  |
| بازیهایی که در ایالات متحده آمریکا برگزار شده‌است |                                    |                                    |                                    |
| تیم                                              | برد                                | مساوی                              | باخت                               |
| ایران                                            | ۰                                  | ۱                                  | ۰                                  |
| ایالات متحده آمریکا                              | ۰                                  | ۱                                  | ۰                                  |
| بازیهایی که در کشوری بی‌طرف برگزار شده‌است         |                                    |                                    |                                    |
| تیم                                              | برد                                | مساوی                              | باخت                               |
| ایران                                            | ۱                                  | ۰                                  | ۱                                  |
| ایالات متحده آمریکا                              | ۱                                  | ۰                                  | ۱                                  |

## فهرست کلی بازیها
| # | تاریخ      | نتیجه بازی                     | ورزشگاه / شهر                         | عنوان بازیها   | گلزنان                                                       |
| - | ---------- | ------------------------------ | ------------------------------------- | -------------- | ------------------------------------------------------------ |
| ۳ | ۱۴۰۱/۹/۸   | ایران ۰– ۱ ایالات متحده آمریکا | دوحه، قطر، الثمامه                    | جام جهانی ۲۰۲۲ | کریستین پولیسیک (۳۸)                                         |
| ۲ | ۱۳۷۸/۱۰/۲۶ | ایالات متحده آمریکا ۱–۱ ایران  | لس آنجلس، ایالات متحده آمریکا، رز بول | بازی دوستانه   | مهدی مهدوی‌کیا (۷) ** کریس آرماس (۴۸)                         |
| ۱ | ۱۳۷۷/۳/۳۱  | ایران ۲–۱ ایالات متحده آمریکا  | لیون، فرانسه، ژرلان                   | جام جهانی ۱۹۹۸ | حمید استیلی (۴۰) – مهدی مهدوی‌کیا (۸۴) ** برایان مک‌براید (۸۷) |

## گلزنان

### گلزنان ایران
- ۲ گل: مهدی مهدوی‌کیا
- ۱ گل: حمید استیلی

### گلزنان ایالات متحده آمریکا
- ۱ گل: برایان مک‌براید – کریس آرماس – کریستین پولیسیک